# Paracanthobrama guichenoti
Paracanthobrama guichenoti är en fiskart som beskrevs av Bleeker, 1864. Paracanthobrama guichenoti ingår i släktet Paracanthobrama och familjen karpfiskar. Inga underarter finns listade i Catalogue of Life.